# Паррас (муниципалитет)
Паррас (исп. Parras) — муниципалитет в Мексике, штат Коауила, с административным центром в городе Паррас-де-ла-Фуэнте. Численность населения, по данным переписи 2020 года, составила 44 472 человека.

## Общие сведения
Название Parras с испанского языка — виноградная лоза, дано в знак возделываемых в муниципалитете виноградников.
Площадь муниципалитета равна 10621 км², что составляет 7,01 % от общей площади штата, а наивысшая точка — 2263 метра, расположена в поселении Лас-Плаяс.
Он граничит с другими муниципалитетами штата Коауила: на севере с Сан-Педро и Куатро-Сьенегасом, на востоке с Рамос-Ариспе, Хенераль-Сепедой и Сальтильо, на западе с Вьеской, а на юге с другим штатом Мексики — Сакатекасом.

## Учреждение и состав
Муниципалитет был образован в 1827 году, в его состав входит 175 населённых пунктов, самые крупные из которых:
| Код INEGI                  | Населённый пункт                                                                                         | Численность населения (2005 год) | Численность населения (2010 год) | Численность населения (2020 год) |
| -------------------------- | --- | -------------------------------- | -------------------------------- | -------------------------------- |
| 024                        | Всего | 44715                            | 45401                            | 44472                            |
| 0001                       | Паррас-де-ла-Фуэнте (исп. Parras de la Fuente) 25°26′15″ с. ш. 102°11′03″ з. д. (административный центр) | 33115                            | 33817                            | 34798                            |
| 0083                       | Сан-Франсиско-дель-Прогресо (исп. San Francisco del Progreso) 25°35′41″ с. ш. 102°10′13″ з. д.           | 734                              | 665                              | 628                              |
| 0176                       | Сан-Лоренсо (исп. San Lorenzo) 25°31′24″ с. ш. 102°11′42″ з. д.                                          | 465                              | 457                              | 448                              |
| 0038                       | Уариче (исп. Huariche) 25°20′08″ с. ш. 101°50′21″ з. д.                                                  | 587                              | 463                              | 441                              |
| 0066                       | Пьедра-Бланка (исп. Piedra Blanca) 25°39′29″ с. ш. 101°52′51″ з. д.                                      | 427                              | 423                              | 439                              |
| 0120                       | Вейнтиочо-де-Агосто (исп. Veintiocho de Agosto) 25°38′39″ с. ш. 102°06′43″ з. д.                         | 661                              | 591                              | 430                              |
| 0003                       | Абревадеро (исп. Abrevadero) 25°24′25″ с. ш. 102°03′50″ з. д.                                            | 403                              | 421                              | 425                              |
| 0108                       | Сейс-де-Энеро (исп. Seis de Enero) 25°25′25″ с. ш. 102°04′55″ з. д.                                      | 361                              | 414                              | 419                              |
| 0045                       | Мадеро (исп. Madero [Estación]) 25°43′14″ с. ш. 102°11′19″ з. д.                                         | 344                              | 386                              | 334                              |
| —                          | Прочие                                                                                                   | 7618                             | 7764                             | 6110                             |
| Названия на карте Генштаба | |                                  |                                  |                                  |

## Экономика
По статистическим данным 2000 года, работоспособное население занято по секторам экономики в следующих пропорциях:
- сельское хозяйство и скотоводство — 19,6 %;
- производство и строительство — 38,5 %;
- торговля, сферы услуг и туризма — 40 %;
- безработные — 1,9 %.

## Инфраструктура
По статистическим данным 2010 года, инфраструктура развита следующим образом:
- электрификация: 98,5 %;
- водоснабжение: 93,8 %;
- водоотведение: 86,7 %.

## Фотографии

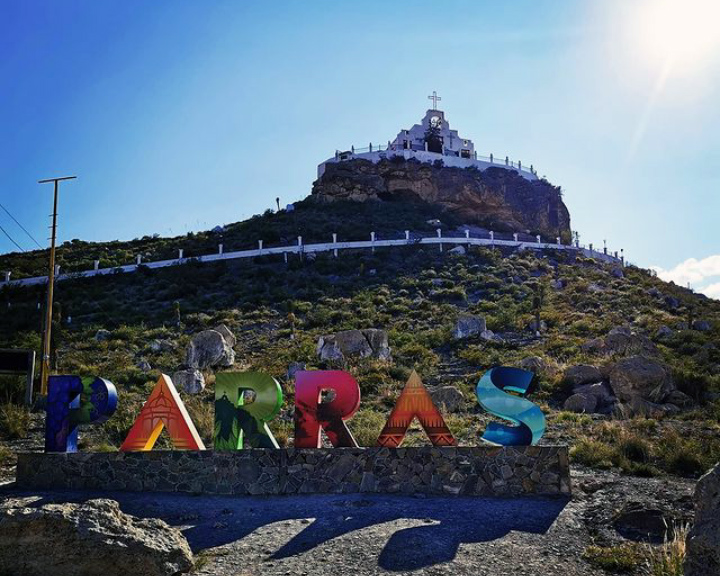
Стелла с названием и часовня Санто-Мадеро
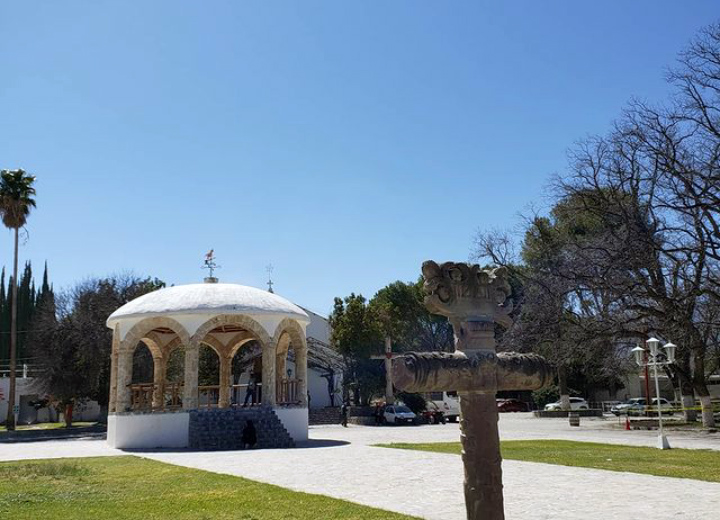
Винодельня «Дом Мадеро»
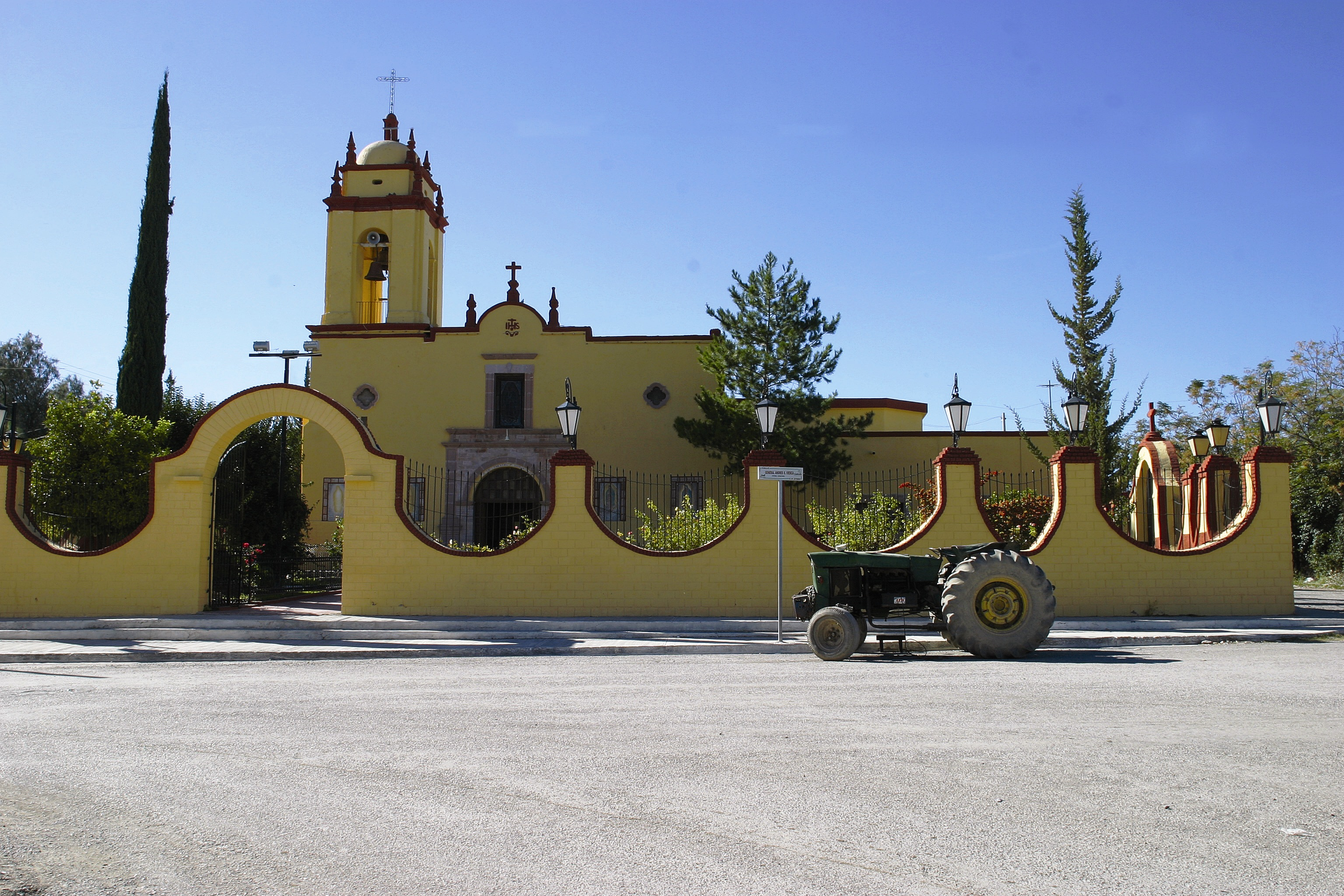
Церковь в Паррас-де-ла-Фуэнте